# Rondo (winorośl)
Rondo – mieszaniec niespecyficzny odmian winorośli Zarya Severa × Saint Laurent.
Krzyżowania odmian dokonał w 1964 roku czeski hodowca prof. Vilém Kraus, a selekcję przeprowadził w Niemczech prof. Helmut Becker. W 1997 roku jedną wyróżniającą się roślinę oznaczoną symbolem Gm 6494-5 rozpowszechniono pod nazwą rondo. W 1999 roku rondo zostało mimo udziału genów winorośli amurskiej zarejestrowane jako odmiana winorośli właściwej (Vitis vinifera).

## Charakterystyka

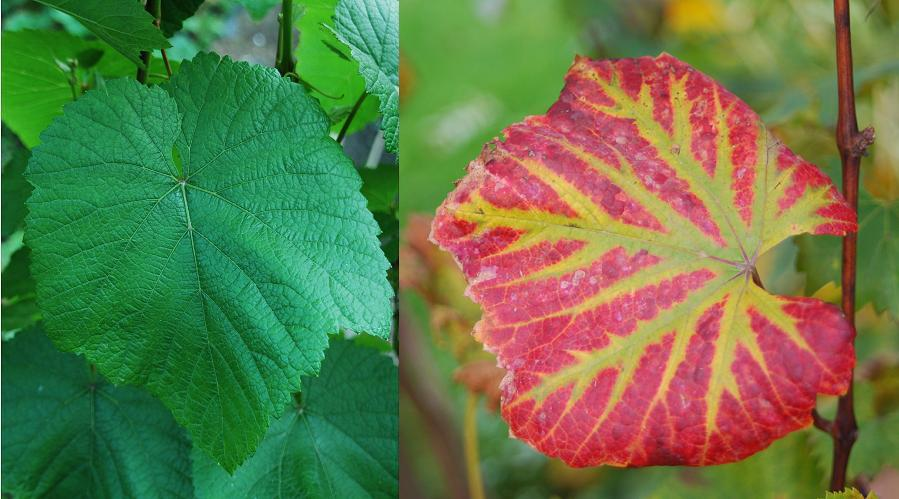
Rondo – liście

Wzrost krzewu silny. Jest średnio wrażliwy na mróz i na choroby. Jego odporność na mróz maleje pod wpływem odwilży zimą. Dobrze plonuje w chłodnym klimacie przy stabilnej temperaturze zimą. Liście średniej wielkości, 3-klapowe, z ostrymi ząbkami i nerwami w zagłębieniach blaszki liściowej, charakterystycznymi dla winorośli amurskiej (Vitis amurensis). Grona średniej wielkości, rozgałęzione, jagody kuliste, średniej wielkości, granatowoczarne, miąższ zabarwiony.

## Fenologia
Wiosenną wegetację rozpoczyna wcześnie. Jagody wybarwiają się bardzo wcześnie i dojrzewają dość wcześnie, pod koniec września, zależnie od lokalizacji. W polskich warunkach klimatycznych wymaga okrywania na zimę. Pąki wytrzymują spadki temperatur do –23 °C.

## Choroby
Odmiana o średniej odporności na choroby grzybowe. Jest wrażliwsza na mączniaka prawdziwego niż na mączniaka rzekomego.

## Cięcie
Zalecane sznury poziome z krótkimi łozami zawierającymi 4-5 pąków lub średnio długimi na 6-8 pąków. Wskazane jest systematyczne przerzedzanie nadmiernie zagęszczającego się krzewu.

## Parametry dojrzewania
- Kolekcja polowa, Skierniewice 2009, termin zbioru – 21 września: masa gron 167 g; masa jagody 2,64 g; zawartość ekstraktu w jagodach określana refraktometrem – 19,8%[4].
- Kolekcja polowa, Skierniewice 2012, termin zbioru – 18 września: plon: 0,65 kg/krzew; masa grona 144 g; masa jagody 2,62 g; ekstrakt: 18,8%[8].

## Wino
Wino opisywane jest jako dobrej lub bardzo dobrej jakości, dość cierpkie, barwy ciemnej, rubinowej, o przyjemnym czereśniowym aromacie. Profil wina podobny do win z czystych odmian winorośli właściwej przyczynił się do oficjalnej rejestracji. Udaje się dobrze nawet w bardzo chłodnych, jak na winiarskie standardy okolicach.

## Rozpowszechnienie
Rondo było trzecią co do ważności odmianą na wino czerwone w winnicach brytyjskich w 1999 roku, z 39 ha upraw. Wino rondo bywa oferowane tam po starzeniu w beczkach dębowych. Odmiana jest uprawiana także w Niemczech, Holandii, Belgii, Szwecji i Polsce (m.in. w południowo-wschodniej Polsce oraz na ziemi lubuskiej i u stóp Gór Kaczawskich). W 2010 była z ledwie 20 ha upraw najpopularniejszym szczepem w Danii.